# Соуза, Джон
Джон (Кла́рки) Со́уза-Бенави́дес (англ. John "Clarkie" Souza-Benavides, более известный как Джон Со́уза; 12 июля 1920, Фолл-Ривер, Массачусетс — 11 марта 2012, Довер, Пенсильвания, США) — американский футболист, нападающий, участник чемпионата мира 1950 года.

## Карьера

### Клубная
Джон Соуза привлёк внимание зрителей своей игрой за клуб «Понта Дельгада», с которым дважды подряд выступал в финале Открытого Кубка США. Его гол в финале 1947 года внёс вклад в общую победу команды, триумфально завершившей турнир. В 1951 году Джон перешёл в клуб «Нью-Йорк Джерман Хангерианз», в составе которого продолжал бороться за медали и кубки различных турниров.

### В сборной
Джон стал играть за сборную с 1947 года. Выступал с ней на Олимпийских турнирах 1948 и 1952 года. В 1950 году в составе национальной сборной США он участвовал в чемпионате мира в Бразилии, где принял участие во всех трёх играх сборной. Триумфальным для всей команды стал второй матч группового турнира против англичан в Белу-Оризонти, в котором американцы добились сенсационной победы 1:0. В составе той сборной на поле также выходил однофамилец Джона Эд Соуза. Несмотря на то, что голов на свой счёт на этом турнире Соуза так и не записал, он вошёл в символическую сборную чемпионата (подобное достижение смог повторить через 52 года только Клаудио Рейна).
Всего за карьеру в сборной Джон Соуза провёл 14 матчей и забил 2 гола.
| Матчи Джона Соузы за сборную США | Матчи Джона Соузы за сборную США | Матчи Джона Соузы за сборную США | Матчи Джона Соузы за сборную США | Матчи Джона Соузы за сборную США | Матчи Джона Соузы за сборную США | Матчи Джона Соузы за сборную США      |
| -------------------------------- | -------------------------------- | -------------------------------- | -------------------------------- | -------------------------------- | -------------------------------- | ------------------------------------- |
| №                                | Дата                             | Место проведения                 | Соперник                         | Счёт                             | Голы                             | Турнир                                |
| 1                                | 13 июля 1947                     | Гавана, Куба                     | Мексика                          | 0:5                              | -                                | Кубок Северной Америки по футболу1947 |
| 2                                | 20 июля 1947                     | Гавана, Куба                     | Куба                             | 2:5                              | -                                | Кубок Северной Америки по футболу1947 |
| 3                                | 2 августа 1948                   | Лондон, Англия                   | Италия                           | 0:9                              | -                                | Олимпийские игры 1948                 |
| 4                                | 6 августа 1948                   | Осло, Норвегия                   | Норвегия                         | 0:11                             | -                                | Товарищеский матч                     |
| 5                                | 26 сентября 1948                 | Нью-Йорк, США                    | Израиль                          | 3:1                              | -                                | Товарищеский матч                     |
| 6                                | 4 сентября 1949                  | Мехико, Мексика                  | Мексика                          | 0:6                              | -                                | Кубок Американских наций 1949         |
| 7                                | 14 сентября 1949                 | Мехико, Мексика                  | Куба                             | 1:1                              | -                                | Кубок Американских наций 1949         |
| 8                                | 18 сентября 1949                 | Мехико, Мексика                  | Мексика                          | 2:6                              | 1                                | Кубок Американских наций 1949         |
| 9                                | 21 сентября 1949                 | Мехико, Мексика                  | Куба                             | 5:2                              | 1                                | Кубок Американских наций 1949         |
| 10                               | 25 июня 1950                     | Куритиба, Бразилия               | Испания                          | 1:3                              | -                                | Чемпионат мира 1950                   |
| 11                               | 29 июня 1950                     | Белу-Оризонти, Бразилия          | Англия                           | 1:0                              | -                                | Чемпионат мира 1950                   |
| 12                               | 2 июля 1950                      | Ресифи, Бразилия                 | Чили                             | 2:5                              | -                                | Чемпионат мира 1950                   |
| 13                               | 30 апреля 1952                   | Глазго, Шотландия                | Шотландия                        | 0:6                              | -                                | Товарищеский матч                     |
| 14                               | 14 января 1954                   | Мехико, Мексика                  | Мексика                          | 1:3                              | -                                | Отбор к ЧМ 1954                       |

Итого: 14 матчей, 2 гола; 3 победы, 1 ничья, 10 поражений.

## Вне футбола
Во время второй мировой войны Джон Соуза служил в американском флоте.
В 1976 году он был принят в Зал Американской Футбольной Славы наряду с другими игроками сборной образца 1950 года.
Сам Соуза о своих успехах всегда отзывался скромно и не придавал им большого значения.
На март 2012 года Джон Соуза оставался одним из трёх игроков американской сборной, участников чемпионата мира 1950 года (вместе с Фрэнком Борги и Уолтером Баром). Он умер 11 марта 2012 года в доме престарелых в Довере, штат Пенсильвания.